# Chloroclystis consueta
Chloroclystis consueta är en fjärilsart som beskrevs av Butler 1879. Chloroclystis consueta ingår i släktet Chloroclystis och familjen mätare. Inga underarter finns listade i Catalogue of Life.